# Foerster-fogó

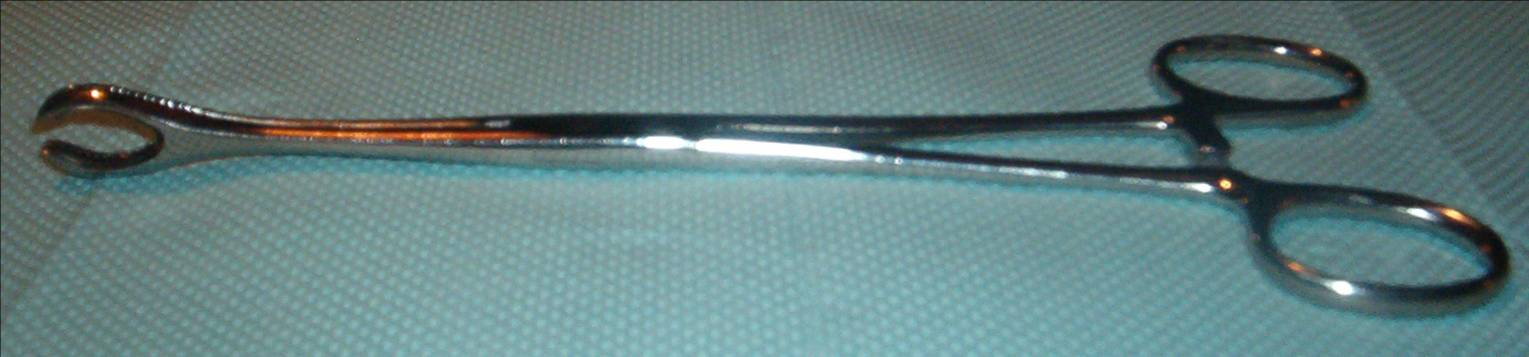
Egy Foerster-fogó

A Foerster-fogó a sebészetben használt fogók egyike. A fogó része kerekded. A fogó két szára összecsíptethető. Leginkább piercing behelyezésénél használják (például nyelvnél, mellbimbónál és hasonló testrészeknél).

## Feltalálója
Az Oklahoma Cityből származó David William Foerster találta fel, illetve fejlesztette ki. Ő az átoperálás úttörője volt az Amerikai Egyesült Államokban és ő hajtotta végre az első átoperálást, amikor is egy nőt férfivá operált.

## Képek

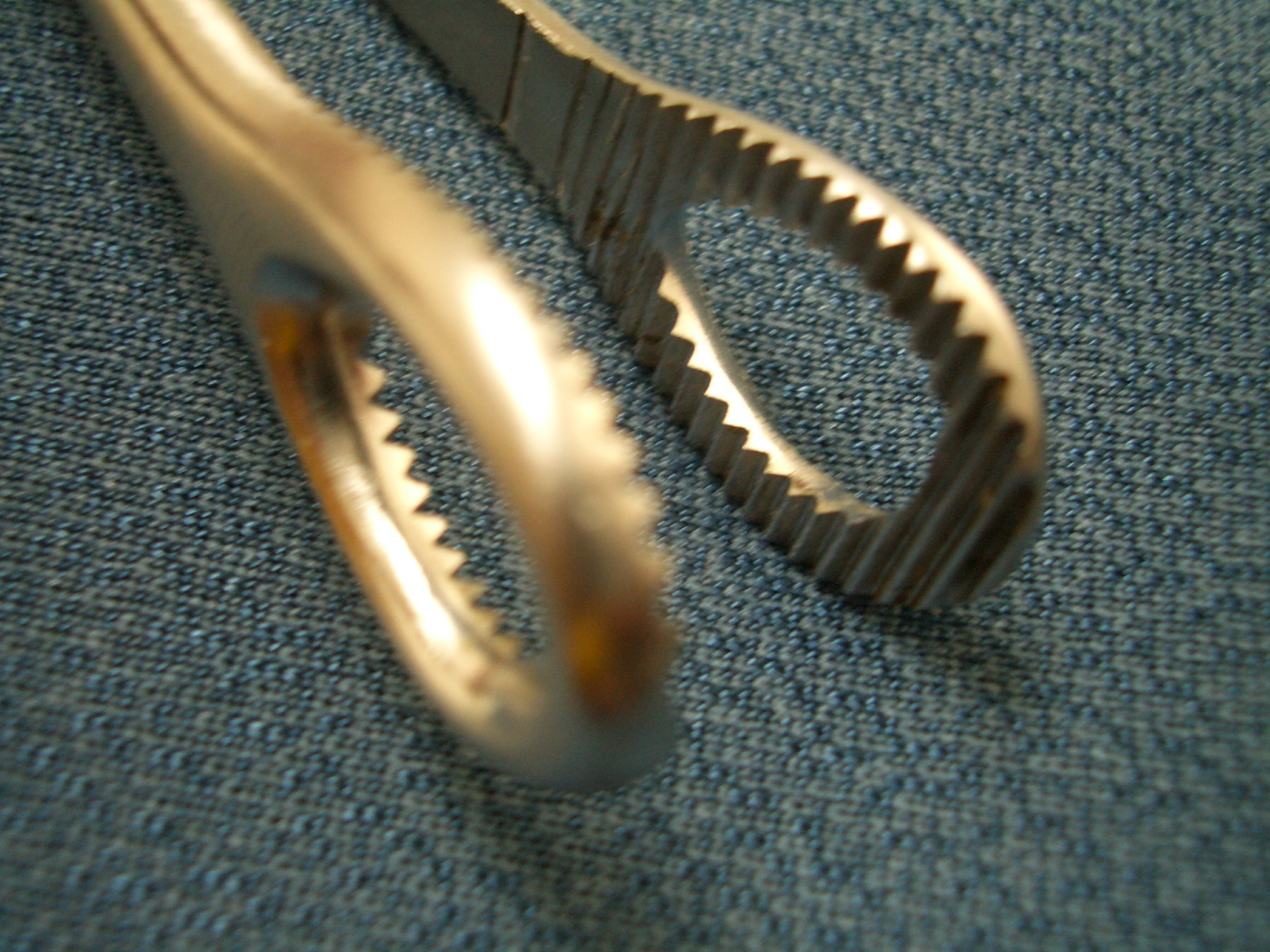
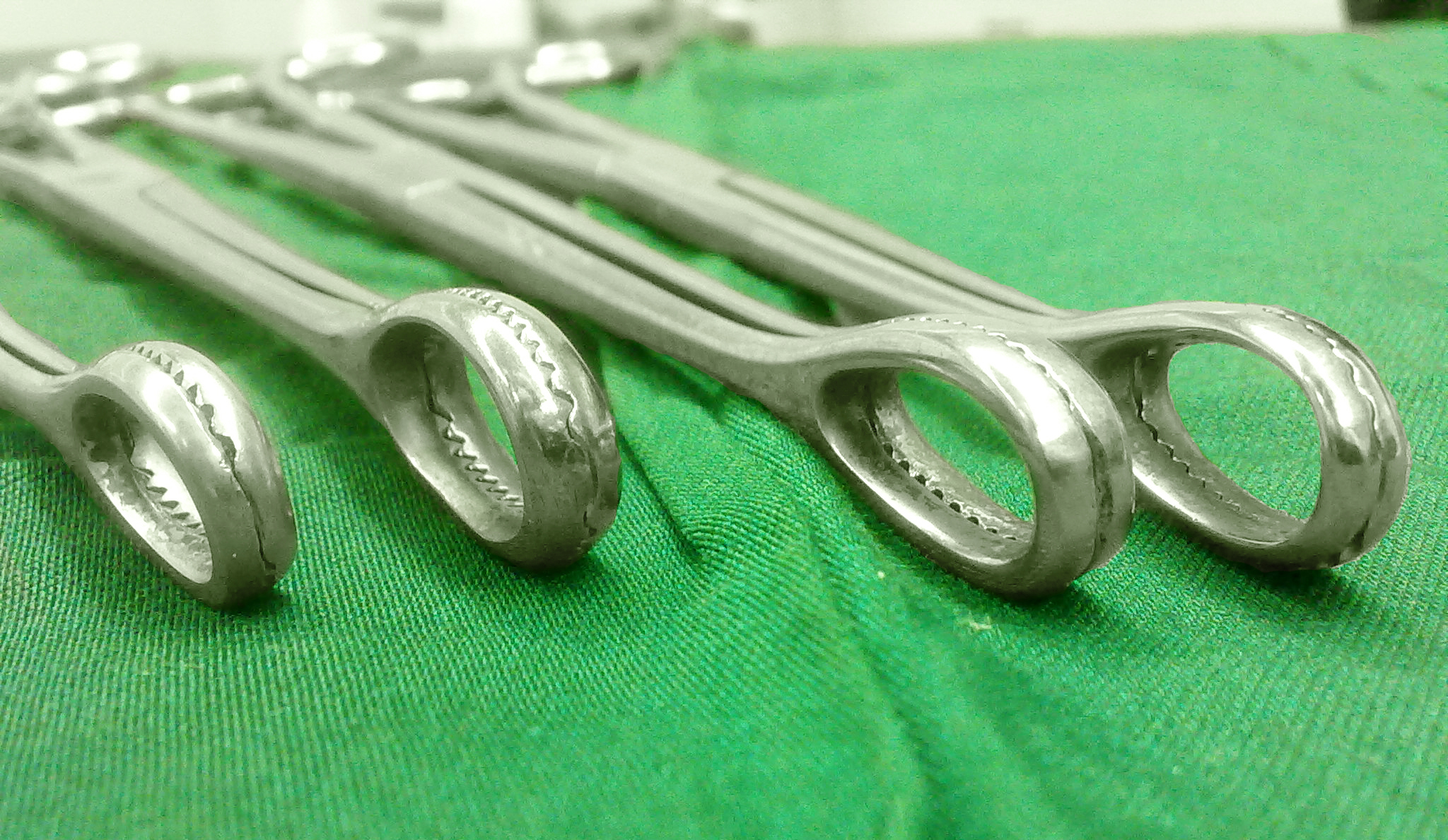

## Fordítás
- Ez a szócikk részben vagy egészben  a   Foerster clamp című olasz Wikipédia-szócikk ezen változatának fordításán alapul.  Az eredeti cikk szerkesztőit annak laptörténete sorolja fel. Ez a jelzés csupán a megfogalmazás eredetét és a szerzői jogokat jelzi, nem szolgál a cikkben szereplő információk forrásmegjelöléseként.